# فيرا كارمي
فيرا كارمي (بالإيطالية: Vera Carmi)‏ هي ممثلة إيطالية (وحملت سابقاً جنسية مملكة إيطاليا)، ولدت في 23 نوفمبر 1914 في تورينو في إيطاليا، وتوفيت في 6 سبتمبر 1969 في روما في إيطاليا.

## وصلات خارجية
- فيرا كارمي على موقع IMDb (الإنجليزية)
- فيرا كارمي على موقع ألو سيني (الفرنسية)
- فيرا كارمي على موقع أول موفي (الإنجليزية)
- فيرا كارمي على موقع قاعدة بيانات الأفلام السويدية (السويدية)
- فيرا كارمي على موقع قاعدة بيانات الفيلم (الإنجليزية)
- فيرا كارمي على موقع كينوبويسك (الروسية)